# برید اودانل
برید اودانل (انگلیسی: Bridie O'Donnell؛ زادهٔ ۲۹ آوریل ۱۹۷۴) دوچرخه‌سوار اهل استرالیا است.